# Thévenin-tétel

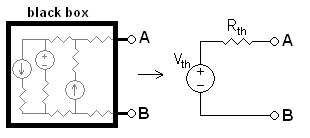
A képen a fekete doboz tartalma helyettesíthető egy ideális feszültséggenerátorral és egy sorba kapcsolt ellenállással

A villamosságtanban Thévenin tétele a hálózatanalízisben használt tétel, ami azt mondja ki, hogy két pólus felől, bármely, csak áram- illetve feszültséggenerátorokat és ellenállásokat tartalmazó (tehát lineáris) villamos hálózat helyettesíthető egy valós feszültséggenerátorral (egy ideális feszültséggenerátor és egy vele sorba kapcsolt ellenállás). A tétel nemcsak ellenállásokra, hanem egyetlen frekvenciát tartalmazó váltakozó áramú rendszerek esetén impedanciákra is alkalmazható. A tételt tulajdonképpen Hermann von Helmholtz német mérnök fedezte fel 1853-ban, de Léon Charles Thévenin francia telegráfmérnök nevéhez kötjük, aki 1883-ban fedezte fel újból.

## A Thévenin-tétel számolása
- A Thévenin-helyettesítésben a generátor feszültsége megegyezik az eredeti hálózat kijelölt kapcsain mérhető üresjárási feszültséggel (a vizsgált kapcsok közti feszültség, ha nincs terhelő ellenállás bekötve)
- Az ellenállás nagysága megegyezik a dezaktivizált hálózat eredő ellenállásával (az "AB" oldal felől nézve), ilyenkor a szuperpozíció-tételhez hasonlóan a (független) feszültséggenerátorokat rövidzárnak, az áramgenerátorokat szakadásnak kell tekinteni.

A Thévenin-tétel alkalmazható egyen- és váltóáramú hálózatokra is, azonban váltóáramú hálózatnál figyelembe kell venni az induktív és a kapacitív tagokat is, tehát komplex módon kell számolni.
Példa:
|  |  |  |  |

1. lépés:
{\displaystyle U_{\mathrm {v} }={R_{2}+R_{3} \over (R_{2}+R_{3})+R_{4}}\cdot V_{\mathrm {1} }}
{\displaystyle ={1\,\mathrm {k} \Omega +1\,\mathrm {k} \Omega  \over (1\,\mathrm {k} \Omega +1\,\mathrm {k} \Omega )+2\,\mathrm {k} \Omega }\cdot 15\,\mathrm {V} }
{\displaystyle ={1 \over 2}\cdot 15\,\mathrm {V} =7.5\,\mathrm {V} }
2. lépés:
{\displaystyle R_{\mathrm {b} }=R_{1}+\left[\left(R_{2}+R_{3}\right)\|R_{4}\right]}
{\displaystyle =1\,\mathrm {k} \Omega +\left[\left(1\,\mathrm {k} \Omega +1\,\mathrm {k} \Omega \right)\|2\,\mathrm {k} \Omega \right]}
{\displaystyle =1\,\mathrm {k} \Omega +\left({1 \over (1\,\mathrm {k} \Omega +1\,\mathrm {k} \Omega )}+{1 \over (2\,\mathrm {k} \Omega )}\right)^{-1}=2\,\mathrm {k} \Omega .}

## Konvertálás Norton-tétellé
A Thévenin-féle helyettesítő áramkör konvertálható Norton-helyettesítéssé, a következő módszerrel:
{\displaystyle R_{Th}=R_{No}\!}
{\displaystyle V_{Th}=I_{No}R_{No}\!}
{\displaystyle V_{Th}/R_{Th}=I_{No}\!}